# Telgte
Telgte (IPA [tɛlktə], lokalnie [tɛlçtə]) – miasto w Niemczech, w kraju związkowym Nadrenia Północna-Westfalia, w rejencji Münster, w powiecie Warendorf. Według danych za rok 2018 liczyło 19 925 mieszkańców.

## Historia
Pierwsi osadnicy pojawili się już po upadku cesarstwa rzymskiego, w okresie działalności misyjnej cesarza Karola Wielkiego wiążącej się z wojnami frankońsko-saskimi. Pierwszy biskup Münster w latach 805–809, Ludger (Ludgerus), polecił wybudować w Telgte kościół. Miejscowość rozwinęła się z uwagi na istniejący tu bród na rzece Ems. Prawa miejskie nadano Telgte w 1238 r.
W herbie miasta widnieje młody dąb, który po niemiecku nazywano dawniej właśnie Telgoth (przekształcone na Telgte). Było to związane z gęstym zalesieniem lasami dębowymi. Miasto było członkiem Hanzy.
Pobliskie miejscowości Westbevern i Raestrup w latach 70. zostały włączone w skład miasta i stały się jego dzielnicami.

## Administracja
Od 2010 r. urząd burmistrza pełni Wolfgang Pieper reprezentujący Sojusz 90/Zielonych, który w wyborach w 2010 r. uzyskał 71,5% głosów przeciwko wspólnemu kandydatowi CDU i SPD, a w 2016 r. 79,2%. W latach 2010–2016 był jedynym burmistrzem Zielonych w Nadrenii Północnej-Westfalii.

## Zabytki
Miasto znane jest m.in. z Muzeum Szopek Bożonarodzeniowych (Krippenmuseum) liczącego ponad 150 eksponatów szopek z całego świata. Naprzeciwko, w Muzeum Münsterlandu (Museum Heimathaus Münsterland), znajduje się m.in. Glatzer Heimatstube (pol. Kłodzka Izba Regionalna), największa z trzech w Niemczech, poświęcona tradycji i kulturze materialnej hrabstwa kłodzkiego i ziemi kłodzkiej, utworzona dzięki staraniom wielkiego dziekana kłodzkiego Franza Monsego, który tu osiedlił się po wysiedleniu. Niedaleko centrum, nad rzeką Ems, w 1988 r. postawiono kolumnę z rzeźbą Madonny pierwszego arcybiskupa praskiego Arnoszta z Pardubic z kościoła pw. Wniebowzięcia Najświętszej Maryi Panny w Kłodzku, wykonaną ze śląskiego marmuru. Miejsce to ma upamiętniać ofiary wojny i wysiedlenia. Wzdłuż brzegu rzeki prowadzi droga krzyżowa z rzeźbami z brązu z postaciami ponadnaturalnej wielkości osadzonymi na granitowych blokach.

## Pielgrzymki
Miasto jest znanym miejscem pielgrzymkowym. Pierwsza pielgrzymka piesza do figury Piety Matki Boskiej Bolesnej (z XIV w., a pierwsza wzmianka o niej pochodzi z 1455), odbyła się w 1651 r. na polecenie biskupa Münster, Christopha Bernharda von Galena, który drogę również pokonał. Do kaplicy z obrazem (zbudowanej w 1654 r.) udają się coroczne pielgrzymki z Münster, Warendorfu i Osnabrück (ta ostatnia z 10 000 pielgrzymami jest największa co do ich liczby w Niemczech – przed pielgrzymką z Ratyzbony do Altötting). Corocznie przybywa do Telgte 150 000 pielgrzymów.

## Miasto w literaturze
Telgte jest miejscem powieści Güntera Grassa z 1979 r. Das Treffen in Telgte (Spotkanie w Telgte, 1992), która jest powieścią z kluczem. Utwór opisuje fikcyjne spotkanie niemieckich poetów i pisarzy w 1647 r. (m.in. śląscy artyści-politycy jak Andreas Gryphius, Daniel Czepko von Reigersfeld, Angelus Silesius) mające na celu porozumienie artystów, często będących ideologami zwalczających się katolików i protestantów i zakończenie wojny trzydziestoletniej. Naprawdę książka poświęcona jest spotkaniom Grupy 47, ważnej dla twórczości autora.

## Współpraca
Miejscowości partnerskie:
- Polanica-Zdrój, Polska
- Stupino, Rosja
- Tomball, Stany Zjednoczone